# 安丘市
安丘市，是中华人民共和国山东省下辖的县级市，由潍坊市代管，位于山东半岛中部，是国务院批准的首批沿海对外开放县市之一。市人民政府駐青云大街政府路一号。
安丘市历史文化可溯至春秋莒国，莒之渠丘父封邑；汉高祖八年（前199年），以古渠丘地封将军张说为安丘侯；汉景帝中元二年（前148年）以侯国名为县名正式置县。2011年，安丘市被评为山东省级森林城市、国家级生态示范区。

## 历史
夏商时为斟鄩国，西周属淳于国，春秋时分属杞、莒、纪三国，战国时大部属齐国，少部属鲁国。
公元前148年置安丘县。
安丘曾更名诛郅、牟山、辅唐、胶西等。
公元971年改胶西为安丘，沿用至今。
1994年1月18日，安丘撤县改市。

## 地理
位于山东半岛中部，东，北与坊子区接壤，西连昌乐县、临朐县，南与诸城市、沂水县接壤。
安丘市人民政府距潍坊市人民政府29公里车程，距青岛市人民政府170公里车程，距山东省人民政府238公里车程。
市域南北长64.5公里，东西宽65.3公里，地势为西南高东北低，山区、丘陵、平原各占1/3。

## 行政区划
安丘市下辖3个街道办事处、9个镇：
兴安街道、新安街道、凌河街道、景芝镇、官庄镇、大盛镇、石埠子镇、石堆镇、柘山镇、辉渠镇、郚山镇和金冢子镇。
2007年9月，将原21个镇、两个街道合并调整为12个镇、两个街道。 
撤销刘家尧镇、关王镇、贾戈街道，组建新安街道。新安街道办事处驻地在原刘家尧镇政府驻地。新安街道由原刘家尧镇辖区、原关王镇丘西村等42个行政村、原贾戈街道东北村等35个行政村、赵戈镇王家庄村等40个行政村组成。
撤销白芬子镇，并入兴安街道。
原贾戈街道张田戈村等23个行政村划归兴安街道管辖。
撤销临浯镇，并入景芝镇。
撤销红沙沟镇，原红沙沟镇红沙沟村等36个行政村、原关王镇井戈村等41个行政村划归凌河镇管辖。
撤销雹泉镇，并入辉渠镇。
原红沙沟镇温泉村等27个行政村划归辉渠镇管辖。
撤销庵上镇，并入石埠子镇。
撤销管公镇，并入官庄镇。
撤销王家庄镇，以原王家庄镇行政区域和赵戈镇赵戈村等42个行政村组建新的赵戈镇。赵戈镇镇政府驻地不变。 大盛镇、郚山镇、柘山镇、金冢子镇、石堆镇、黄旗堡镇6个镇维持现状，不作调整。
2020年，凌河镇改为街道。

## 教育
山东省安丘市职业中等专科学校
高级中学：
山东省安丘市第一中学
山东省安丘市第二中学
山东省安丘市青云学府
山东省安丘市实验中学
九年一贯制义务教育学校：
山东省安丘市明德学校
山东省安丘市景芝镇临浯学校
初级中学：
山东省安丘市东埠中学
山东省安丘市青云双语学校
小学：
山东省安丘市渠丘小学

## 交通
- 206国道过境。

## 人口
2010年第六次全国人口普查时，安丘市共有人口926894人。共有家庭274405户，平均每户3.26人。14岁以下的少年儿童共143995人，占总人口15.53%；15-64岁人口共689177人，占总人口74.35%；65岁及以上的老年人共93722人，占总人口的10.11%。男性共计470776人，占总人口50.79%；女性共计456118，占总人口49.20%。本地居住的人口中，拥有本地户籍的人口为833891人，占89.96%。

第七次全国人口普查，2020年11月1日零时我市常住人口的基本情况：
一、常住人口
全市常住人口为840553人。与2010年第六次全国人口普查的926894人相比，十年减少86341人，下降9.32%，年平均增长率为-0.97%。
二、户别人口
全市共有家庭户289046户，集体户8083户，家庭户人口为799870人，集体户人口为40683人。平均每个家庭户的人口为2.77人，比2010年第六次全国人口普查的3.26人减少0.49人。
三、人口性别构成
全市人口中，男性人口为429883人，占51.14%；女性人口为410670人，占48.86%。总人口性别比（以女性为100，男性对女性的比例）为104.68，与2010年第六次全国人口普查103.21相比，提高1.47个百分点。
四、人口年龄构成
全市人口中，0-14岁人口为155604人，占18.51%；15-59岁人口为482396人，占57.39%；60岁及以上人口为202553人，占24.10%，其中65岁及以上人口为145399人，占17.30%。与2010年第六次全国人口普查相比，0-14岁人口的比重上升2.97个百分点，15-59岁人口的比重下降11.86个百分点，60岁及以上人口的比重上升8.89个百分点，65岁及以上人口的比重上升7.19个百分点。
五、受教育程度人口
全市人口中，拥有大学（指大专及以上）文化程度的人口为73222人；拥有高中（含中专）文化程度的人口为112751人；拥有初中文化程度的人口为362678人；拥有小学文化程度的人口为206304人（以上各种受教育程度的人包括各类学校的毕业生、肄业生和在校生）。与2010年第六次全国人口普查相比，每10万人中拥有大学文化程度的由4830人增长为8711人；拥有高中文化程度的由13058人增长为13414人；拥有初中文化程度的由43819人降低为43148人；拥有小学文化程度的由25269人降低为24544人。
六、平均受教育年限
与2010年第六次全国人口普查相比，全市人口中，15岁及以上人口的平均受教育年限由9.23年提高至9.36年。
七、文盲人口
全市人口中，文盲人口（15岁及以上不识字的人）为10026人，与2010年第六次全国人口普查相比，文盲人口减少35666人，文盲率由4.93%降为1.19%，降低3.74个百分点。
八、城乡人口
全市人口中，居住在城镇的人口为458893人，占54.59%；居住在乡村的人口为381660人，占45.41%。与2010年第六次全国人口普查相比，城镇人口增加158733人，乡村人口减少245074人，城镇人口比重增加22.21个百分点。 （页面存档备份，存于）

## 名人
Category:安丘人